# Kathrin Landa

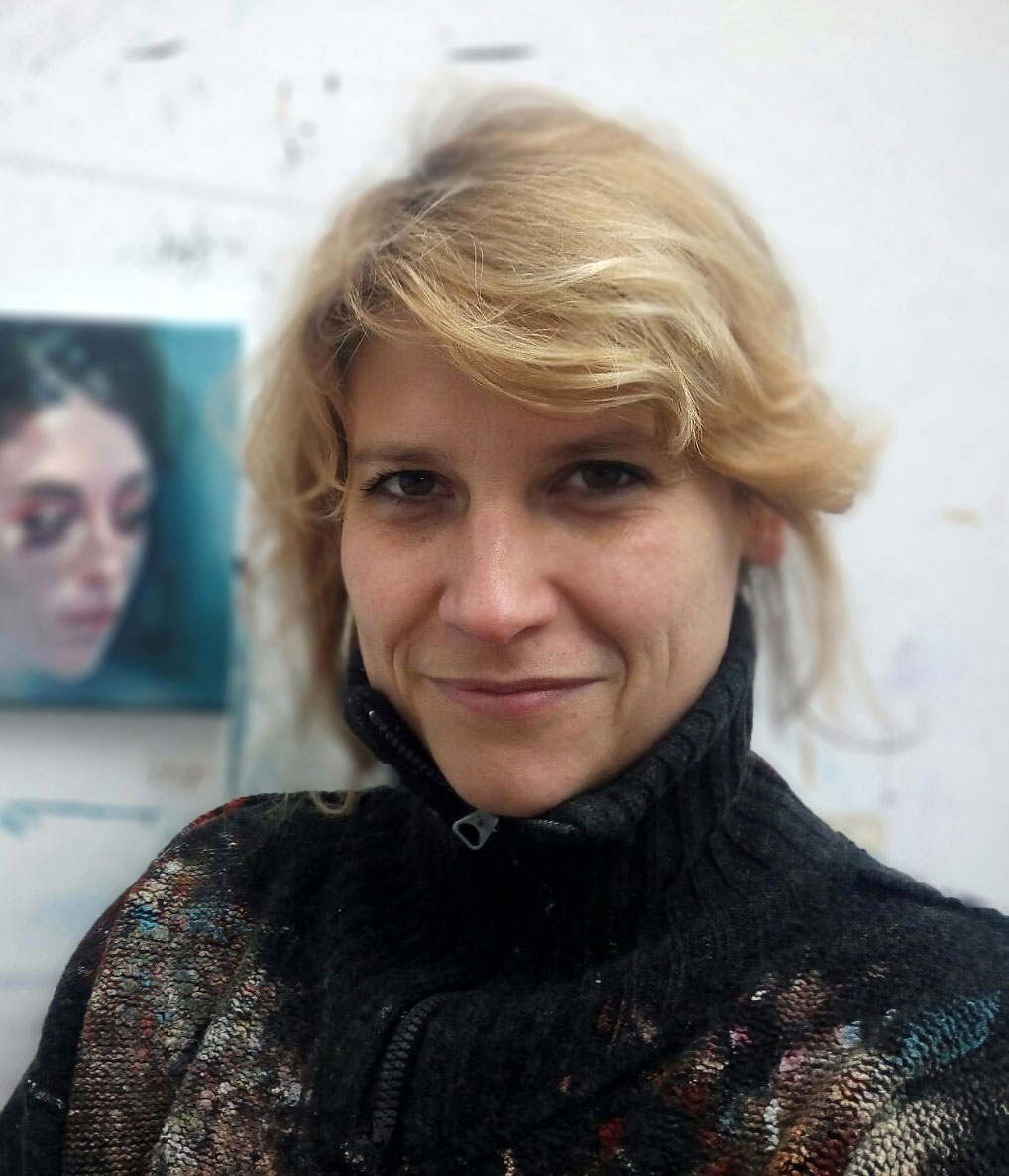
Kathrin Landa, 2019

Kathrin Landa (* April 1980 in Tettnang, Bodenseekreis), aufgewachsen in Ravensburg, ist eine Malerin und gilt als Vertreterin der Neuen Leipziger Schule.

## Leben und Werdegang
Kathrin Landa studierte von 2000 bis 2002 Malerei und Grafik bei Friedemann Hahn an der Akademie für Bildende Künste Mainz, bevor sie von 2002 bis 2006 an die Hochschule für Grafik und Buchkunst Leipzig zu Sighard Gille wechselte und ihr Studium mit Diplom abschloss. In diesem Zeitraum machte sie auch einen Exkurs nach Lyon an die École nationale supérieure des beaux-arts de Lyon. Von 2006 bis 2009 absolvierte sie ein Meisterstudium bei Annette Schröter an der Hochschule für Grafik und Buchkunst in Leipzig, wo sie 2008 eine Stelle als Dozentin innehatte.
Seit 2011 ist Landa freischaffende Künstlerin in Berlin sowie Dozentin an der Leipziger Sommerakademie und der Pädagogischen Hochschule Weingarten. Beginnende öffentliche Bekanntheit erlangte Landa unter anderem durch Auftragsarbeiten der Städte Leipzig und Ravensburg, für die sie jeweils die damaligen Oberbürgermeister Wolfgang Tiefensee und Hermann Vogler porträtierte. Mehrere Einzelausstellungen in Galerien und Museen, so u. a. eine ständige Präsenz in der Anhaltischen Gemäldegalerie des Schlosses Georgium in Dessau und im Stadtgeschichtlichen Museum Leipzig, sind der Grundstein für die künstlerische Karriere Landas; sie ist eine überregional rezipierte Vertreterin der Neuen Leipziger Schule.
Kathrin Landa rief im Juni 2015 das MalerinnenNetzWerk Berlin-Leipzig ins Leben. 2016 wurde das Netzwerk, dessen Ziel es ist, die nationale und internationale Rezeption von Malerinnen zu erhöhen, ein gemeinnütziger Verein. 2019 schuf Landa die Kunstwerke für den Kinofilm „Das Leben meiner Tochter“ des Regisseurs Steffen Weinert. Der Kinofilm wurde von Alexander Funk produziert.

## Werk
Landa ist geprägt von der handwerklichen Präzision und der Vorliebe für Gegenständlichkeit der modernen Leipziger Schule. Ihre expressiven Porträts, Halbfiguren, Schulterstücke und Darstellungen von Köpfen – häufig reduziert allein auf das Gesicht des Dargestellten – zeichnen sich durch expressiv-dynamische Pinselführung und eine starke und leuchtende Farbigkeit aus. Eine intensive Beschäftigung mit den Modellen und insbesondere die Fähigkeit, eine emotionale Tiefe zu transportieren, macht Landas bisheriges Werk aus.

### Einzelausstellungen
- 2019: VOIX – Museum der bildenden Künste Leipzig (zusammen mit dem MNW)
- 2018: Geschichtete Welten – Kunsthalle der Kreissparkasse Ravensburg
- 2014: Kopf und Baum – Städtische Galerie Markdorf
- 2013: Sehnsucht, dieselbe – Städtische Kornhausgalerie Weingarten
- 2012: Nora in Berlin Kathrin Landa – Malerei Kunstraum “Ex-L&G Security” Berlin
- 2011: Kathrin Landa-painted time Galerie Josef Filip, Leipzig
- 2010: Bleibende Momente – Kathrin Landa und Nicole Schuck Kunstverein Ravensburg
- 2010: dämmernd ist um uns der hellste Tag Galerie Jens Goethel, Hamburg
- 2009: party Galerie Jürgen Kalthoff, Essen
- 2008: fragile Helden Josef Filipp Galerie, Leipzig
- 2007: Sorry, ich bin nur ein Medium – Galerie Jens Goethel, Hamburg

### Werkauswahl
- Woman in stripped dress (Isabelle) / Frau in gestreiftem Kleid (Isabelle). 2018, Abbildung auf der Website der Künstlerin
- Roman Knižka. 2018, Abbildung auf der Website der Künstlerin
- Golden wounds 19 (Lena in the studio) / Goldene Wunden 19 (Lena H. im Atelier). 2013, Abbildung auf der Website der Künstlerin
- In the bathroom 3 (Noémie) / Im Bad 3 (Noémie). 2009, Abbildung auf der Website der Künstlerin
- Wolfgang Tiefensee (Bundesminister a.D.) / Wolfgang Tiefensee (former federal minister). 2009, Abbildung auf der Website der Künstlerin

## Auszeichnungen
- 2015: Kulturpreis der Städte Ravensburg und Weingarten (Förderpreis)

## Kataloge und Publikationen
- Barbara John, Andrea Dreher, Enrico Meyer, Kathrin Landa: Geschichtete Welten. Kunstverlag Josef Fink, Lindenberg 2018, ISBN 978-3-95976-191-8. Details zur Publikation auf der Website des Verlags.
- Kathrin Landa. In: Hahnklasse. Arsenal HKM 1 Mainz (Hrsg.), Big Bopp, Modo Verlag, Freiburg i.Br. 2007, ISBN 3-937014-69-1, S. 135–136.
- Kathrin Landa. In: Zweidimensionale, competition für Bildkunst 2008. Stadt- und Kreissparkasse Leipzig (Hrsg.), (cb) Sächsische Kunstwerke, Leipzig 2008, ISBN 978-3-940328-01-4.
- Kathrin Landa. In: W. Renn: Verbrechen und Bild. Städtische Galerie Villingen-Schwenningen (Hrsg.), Revolver Publishing, Berlin 2010, ISBN 978-3-86895-163-9, S. 132–133.
- Kathrin Landa. In: Joachim Poznanski (Hrsg.): Bildende Kunst in Leipzig, ein Kunstführer. art.media Verlag, Leipzig 2011, ISBN 978-3-00-034343-8.
- Kathrin Landa. Haut und Leinwand. hrsg. v. Kunstverein Markdorf, 2014, ISBN 978-3-9807093-5-4.
- Kathrin Landa. In: Kunst Oberschwaben 20. Jahrhundert, 1970 bis heute. Gesellschaft Oberschwaben für Geschichte und Kultur (Hrsg.), Kunstverlag Josef Fink, Lindenberg im Allgäu 2014, ISBN 978-3-89870-845-6.
- Kathrin Landa. In: Die bessere Hälfte Malerinnen aus Leipzig. Stadt- und Kreissparkasse Leipzig (Hrsg.), Leipzig 2015, ISBN 978-3-9815840-5-9
- Kathrin Landa. In: Klassentreffen. Meisterschüler von Annette Schröter. Stadt- und Kreissparkasse Leipzig (Hrsg.), Leipzig 2016, ISBN 978-3-9815840-7-3
- Kathrin Landa. In: Painting XX. Kann Verlag, Frankfurt am Main 2017, ISBN 978-3-943619-49-2
- Kathrin Landa. In: Entfesselt! Malerinnen der Gegenwart. Schloss Achberg (Hrsg.), Landratsamt, Ravensburg 2017, ISBN 978-3-944685-05-2
- Kathrin Landa – GESCHICHTETE WELTEN. Katalog zur gleichnamigen Ausstellung in der Kreissparkasse Ravensburg (2018), Kunstverlag Josef Fink, Lindenberg im Allgäu 2019, ISBN 978-3-95976-191-8